# 費奧多爾·查羅夫
費奧多爾·尼古拉耶維奇·查羅夫（俄语：Фёдор Николаевич Чалов；1998年4月10日—），是一名俄羅斯職業足球員，司職前鋒。現時被俄超球隊莫斯科中央陸軍外借至瑞士超球隊巴素利，俄羅斯國家足球隊成員。

## 俱樂部生涯

### 莫斯科中央陸軍
2016年9月21日，費奧多爾在球隊對上葉尼塞的俄羅斯盃比賽中，代表莫斯科中央陸軍首次亮相。
2019年1月22日，費奧多爾簽署了一份新合約，續約至2022年夏天。

## 個人生活
費奧多爾的哥哥丹尼爾·查羅夫也是一名足球運動員，司職右後衛，效力維捷布斯克足球俱樂部。

## 榮譽

### 俱樂部
莫斯科中央陸軍
- 俄羅斯超級盃冠軍：2018年

### 個人
- 俄羅斯足球超級聯賽最佳射手：2018-19賽季
- 俄羅斯年度最佳青年球員：2017年[3]

## 外部連結
- {{Soccerbase}} template missing ID and not present in Wikidata.
- Soccerway資料庫：費奧多爾·查羅夫